# Dispositiu automatitzat de supressió de vendes
Un dispositiu automatitzat de supressió de vendes (en anglès automated sales suppression device) o zapper és un programari que falsifica els registres electrònics de punt de venda (POS) i altres sistemes pel propòsit d'evadir impostos. També pot ser anomenat "software de doble ús" o "dual-use software", i "supressió electrònica de vendes".

## Funció
La majoria de jurisdiccions cobren un impost sobre les vendes o un impost sobre el valor afegit en transaccions comercials, com ara vendes a botigues o menjar servit en un restaurant. Aquestes transaccions ara es registren amb més freqüència mitjançant un sistema de terminal punt de venda en lloc d’una caixa registradora mecànica. Els registres del sistema TPV no solen ser modificables per l’operador i s'utilitzen com a base de les avaluacions i auditories fiscals de les autoritats fiscals.
Com que els sistemes de TPV estan cada vegada més dissenyats com a ordinadors de propòsit general (a partir del 2008, es va informar que el 85% a tot el món funcionava amb Microsoft Windows), es pot executar programari arbitrari. Un "zapper" és un programa de programari, que sovint no es pot localitzar des d'una unitat flash USB, que accedeix als registres del sistema TPV i permet al propietari d'una empresa modificar-ne els registres de manera que es pugui fer creure de manera creïble que s'han produït menys transaccions de les realment realitzades si ha estat el cas. D’aquesta manera es redueix la càrrega fiscal de l'empresa, que generalment és proporcional al volum de les transaccions.

## Respostes dels governs
L’ús de zappers és il·legal i pot estar subjecte a sancions penals. No obstant això, segons un informe del New York Times del 2008, els governs de tot el món encara no han trobat mitjans eficaços per evitar-ne l'ús. Es va establir un comitè de la Unió Europea sobre el frau a les caixes registradores i es va proposar a Alemanya el 2008 (INSIKA) una legislació que obligava els sistemes POS a prova de manipulacions (INSIKA) i es va introduir al Quebec (Canadà) l'1 de setembre de 2010.
Al Canadà, la legislació destinada a suprimir els zappers està vigent des de l’1 de gener de 2014. Un primer delicte conduirà a una multa de 5.000 dòlars i les infraccions posteriors a una multa de 50.000 dòlars. Les persones en possessió de zappers podrien rebre una multa de fins a 50.000 dòlars i els desenvolupadors o venedors fins a 100.000 dòlars.
A Austràlia, les activitats relacionades amb eines de supressió de vendes electròniques relacionades amb persones o empreses que tenen obligacions fiscals australianes estan prohibides des del 4 d’octubre de 2018 i estan subjectes a sancions penals i administratives.
A Rússia, es va fer obligatori el dispositiu de memòria electrònica segura (EKLZ) per formar part de qualsevol caixa registradora. A continuació, les noves caixes registradores en línia utilitzen una combinació de l'emmagatzematge fiscal segur i especial i la transmissió immediata de les dades al servei fiscal. Aquestes mesures fan impossible eliminar les dades de la memòria de la caixa registradora.
El 2021, l'estat de Massachusetts va redactar disposicions al seu pressupost establint sancions per l'ús, venda, compra, instal·lar o posseir zappers. Si venen (o ofereixen a la venda) zappers, se'ls aplicarà una multa de fins a 25.000 dòlars per la primera infracció i fins a 50.000 dòlars per les infraccions posteriors; comprar, instal·lar o posseir un zapper comportarà una multa per primera vegada de fins a 10.000 dòlars i fins a 25.000 dòlars per infraccions posteriors.